# イラクリー・ツェレテリ

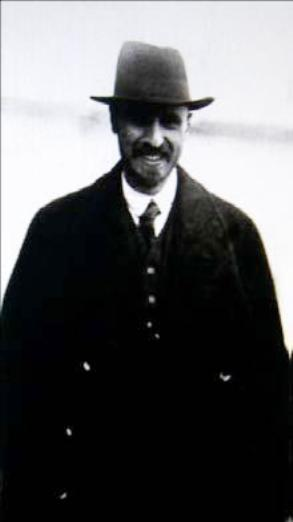
イラクリー・ツェレテリ(1917年)

イラクリー・ツェレテリ（Irakli Tsereteli、グルジア語: ირაკლი გიორგის ძე წერეთელი、ロシア語: Ира́клий Гео́ргиевич Церете́ли、1881年-1959年）は、ロシアの革命家、政治家。グルジア人。メンシェヴィキ中央派として臨時政府支持の立場を取り、臨時政府で逓信大臣（郵政・通信大臣）を務めた。

## 経歴
1881年グルジアの没落貴族の家に生まれる。父ゲオルギー・ツェレテリは、グルジアの著名な作家で、著述業のかたわら、ナロードニキ運動に参加した人物。1900年モスクワ大学法学部に入学し、法律家を目指すが、学生運動に参加し、社会主義のサークルに加わった。1902年逮捕され、イルクーツクに流刑となる。
1903年グルジアのチフリス（現在のトビリシ）に戻り、ロシア社会民主労働党グルジア委員会に参加する。党カフカス同盟第2回大会（英語版では、ロンドン大会）では、ユーリー・マルトフを支持し、メンシェヴィキの立場を明らかにし、レーニン及びボリシェヴィキに反対する演説を行った。1904年ドイツに渡り、ベルリン大学法学部に入学するが、翌1905年病気のためグルジアに帰国する。
1907年国会（ドゥーマ）に立候補し、当選する。当選後、ロシア社会民主労働党国会議員団長に選出されるが、多くの同志達とともに逮捕され、イルクーツクで懲役5年の刑を受ける。1913年釈放され、イルクーツク近郊に住むようになる。ツェレテリは、フョードル・ダンら同志とともに『シベリア時評』誌を発行し、1914年第一次世界大戦が勃発すると、ツェレテリは、同誌上で、1915年開催されたツィンメルヴァルト会議に、賛成の立場を取り、マルトフが主張した「民族自決に基づいた、併合と賠償を伴わないブルジョア民主主義的な平和」を支持し自ら「シベリア・ツィンメルヴァルト派」を称した。
1917年2月ロシア革命（二月革命）が起こると、3月にペトログラードに帰還し、メンシェヴィキの指導部の一員となる。6月に開催された第1回全露ソビエト大会でソビエト執行委員、全露中央執行委員会副議長に選出される。ツェレテリは、ロシア革命（二月革命）をブルジョワ市民革命と見なし、社会主義革命の前提として、立憲民主党（カデット）などのブルジョワ自由主義政党と社会主義諸政党の連立を指向する立場であった。
また、ダン、ニコライ・チヘイーゼとともに「祖国防衛派」の立場から、戦争継続に賛成した。7月臨時政府首班がリヴォフ公からケレンスキーに交代し、ツェレテリは現実的な行政手腕を見込まれて逓信大臣として入閣した。しかし、病弱なため、すぐに辞任し、9月にグルジアに帰郷し療養生活に入っている。
11月レーニンによってソビエト政権が樹立されると、ツェレテリはペトログラードのメンシェヴィキ指導部に戻る。しかし、マルトフらメンシェヴィキ左派と対立が続いていたのは、将来に禍根を残す結果に繋がった。ツェレテリは、ボリシェヴィキの暴力革命に反対し、憲法制定会議擁護同盟発起人に名を連ねる。
1918年1月の憲法制定議会では、ツェレテリは、メンシェヴィキを代表し、ボリシェヴィキの「後進国に社会主義経済を導入するというナロードニキ的な企て」に対して批判している。ボリシェヴィキによって憲法制定議会が武力で解散されると、グルジアに戻り、「グルジア民主共和国」を樹立した。グルジア民主共和国は、西欧の社会民主主義グループからも支持を受け、ザカフカス統一を目論む。
しかし、1921年赤軍によって、同共和国は瓦解。カフカス諸国も次々にボリシェヴィキの手に堕ちた。ツェレテリはヨーロッパに亡命し、グルジア社会民主党を代表し社会主義インターナショナルに参加した。1948年にフランスからアメリカに移る。1959年死去。77歳。